# Korean Air

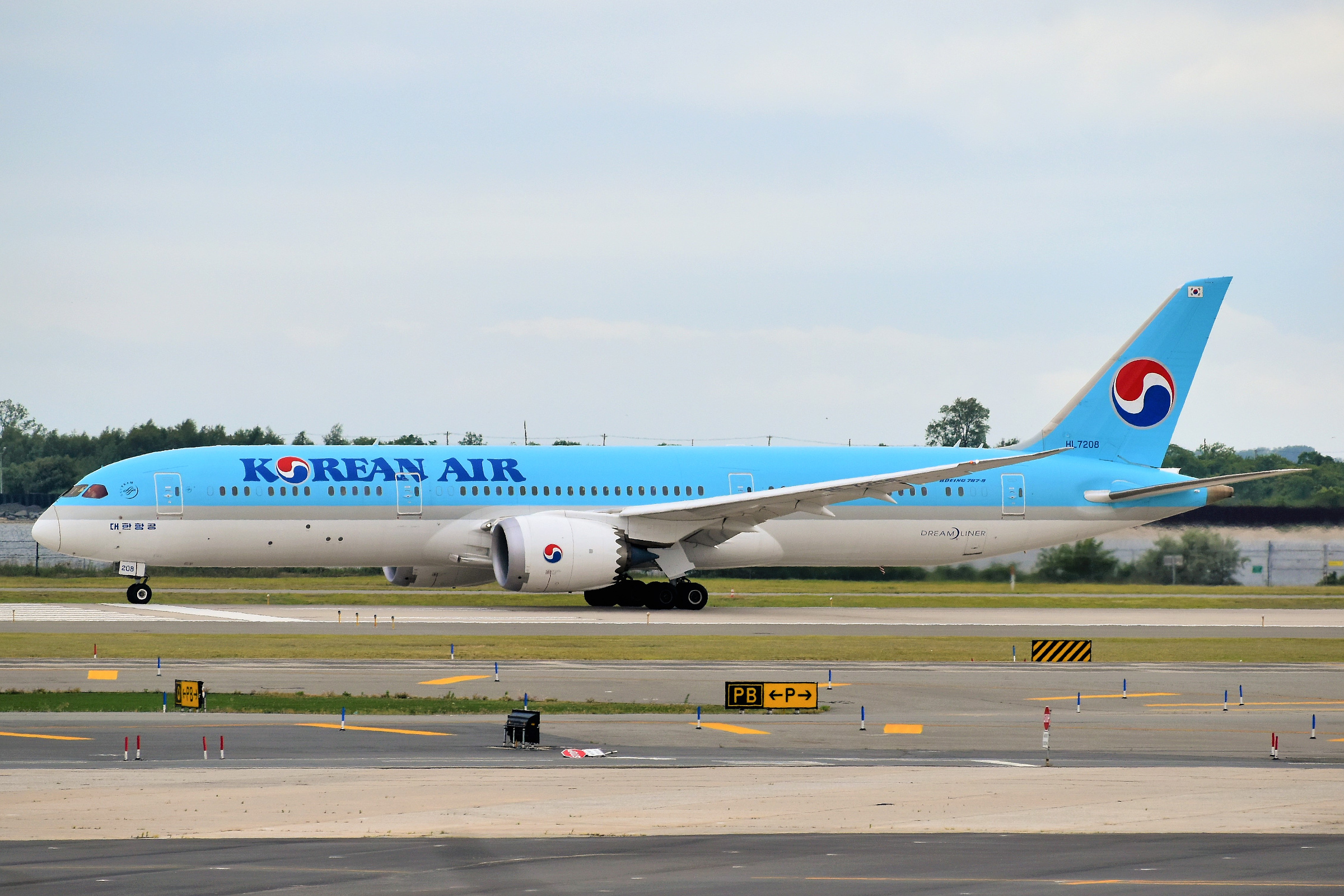
Boeing 787-9 w dawnych barwach Korean Air na lotnisku Johna F. Kennedy’ego

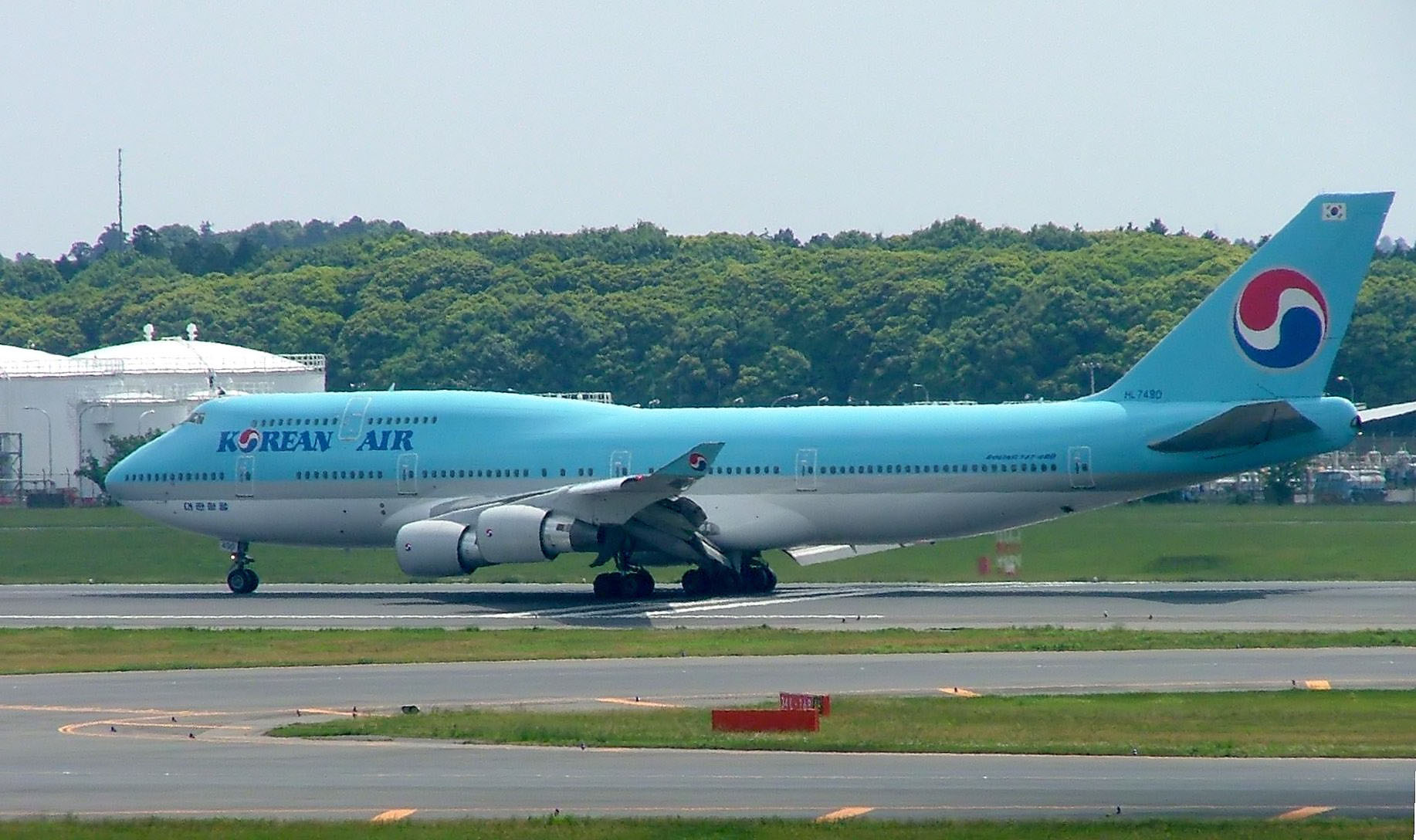
Boeing 747-400 w dawnych barwach Korean Air

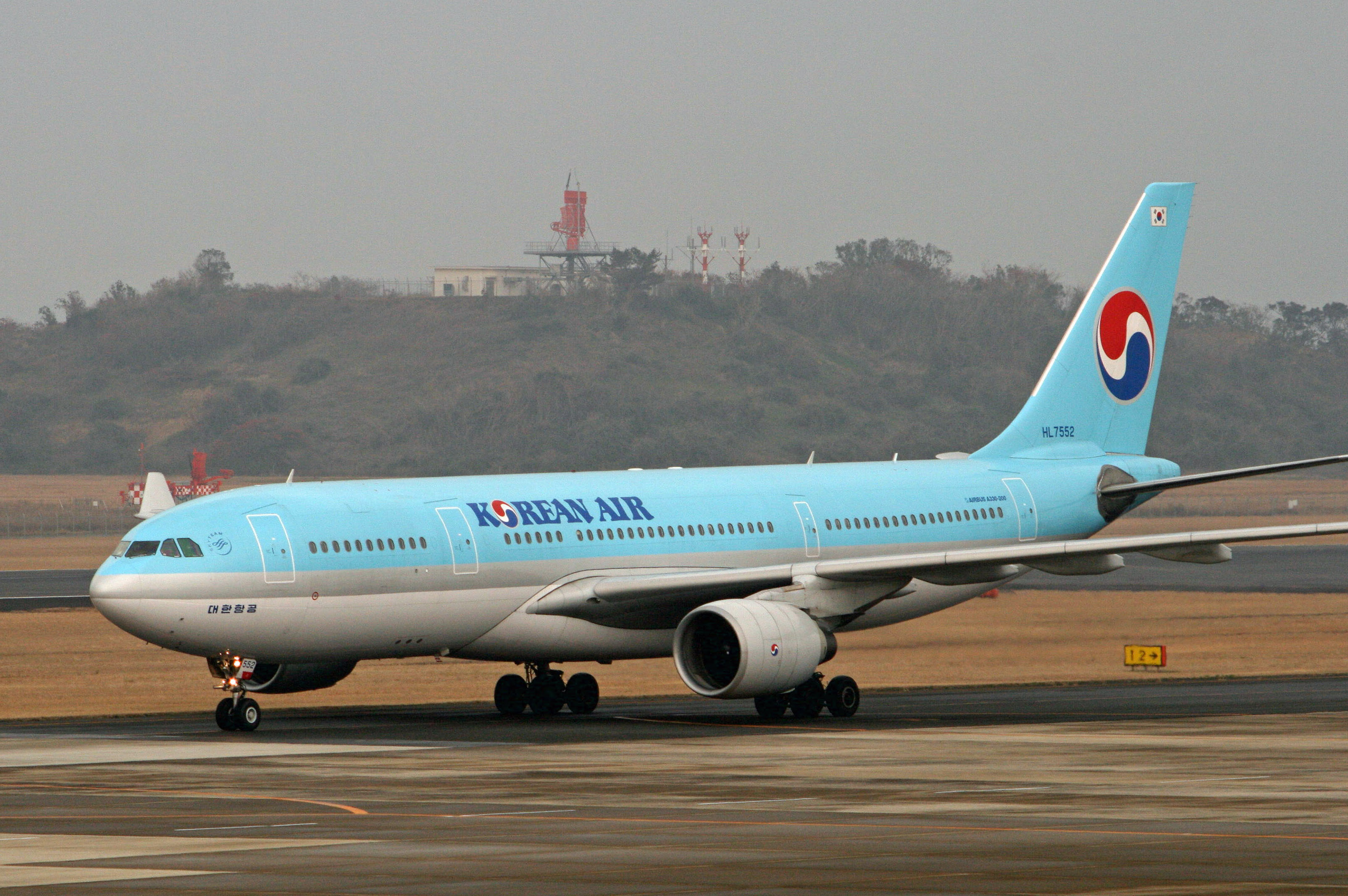
Airbus A330 w barwach Korean Air

Korean Air (kor. 대한항공) – największe linie lotnicze Korei Południowej z siedzibą w Seulu. Założone w 1962, działalność rozpoczęły 1 marca 1969. Linie oferują połączenia niemal z całym światem. Głównymi węzłami linii są seulskie porty lotnicze Inczon i Gimpo.
Agencja ratingowa Skytrax przyznała liniom pięć gwiazdek.

## Historia
Linie zostały założone w 1962 pod nazwą Korean Airlines. W 1969 Grupa Hanjin przejęła przewoźnika od państwa i zmieniła jego nazwę na obecną. Realizacja pierwszych transoceanicznych połączeń rozpoczęła się w kwietniu 1972 od lotów do Stanów Zjednoczonych, zaś od września 1974 łączy regularnymi lotami Koreę z Europą.
W marcu 1984 przewoźnik otrzymał obecną nazwę oraz nowe logo.
We wrześniu 2000 Korean Air wspólnie z Deltą, AeroMexico i Air France utworzyły sojusz lini lotniczych SkyTeam.
W listopadzie 2020 Korean Air ogłosiły chęć przejęcia Asiana Airlines wraz z całą flotą za kwotę 1,35 mld dolarów. Fuzja dwóch przewoźników spotkała się ze sprzeciwem urzędów antymonopolowych ze Stanów Zjednoczonych i Unii Europejskiej, które obawiały się że konsolidacja spowoduje wzrost cen na niektórych trasach. Ostatecznie Komisja Europejska wyraziła zgodę w lutym 2024, kiedy to inna południowokoreańska linia lotnicza T'way Air uruchomiła połączenia między Seulem a Barceloną, Frankfurtem, Paryżem i Rzymem. 15 grudnia 2024 procedura przejęcia kontroli nad Asiana została zakończona. Dzięki niej Korean Air został właścicielem 63,8% udziałów, zaś docelowa integracja dwóch linii ma zająć dwa lata i potrwać do 2027.
W marcu 2025 przewoźnik zaprezentował pierwszy od 41 lat rebranding swojej identyfikacji korporacyjnej, w tym między innymi nowe logo, malowanie samolotów, czy mundury załogi. W tym samym miesiącu przedstawił plan rekonfiguracji kabin, dodając klasę Ekonomiczną Premium do dodatkowych maszyn.

## Flota
Według stanu na lipiec 2025 flota Korean Air składała się ze 168 samolotów, w tym 23 przeznaczonych do transportu cargo, o średnim wieku 10,9 lat:
| Samolot                  | Samolot | Samolot   | Liczba miejsc                      | Liczba miejsc                      | Liczba miejsc                      | Liczba miejsc                      | Liczba miejsc                      | Uwagi                                    |
| Model                    | Aktywne | Zamówione | F                                  | B                                  | P                                  | E                                  | Łącznie                            | Uwagi                                    |
| ------------------------ | ------- | --------- | ---------------------------------- | ---------------------------------- | ---------------------------------- | ---------------------------------- | ---------------------------------- | ---------------------------------------- |
| Airbus A220-300          | 10      | –         | –                                  | –                                  | –                                  | 140                                | 140                                |                                          |
| Airbus A321neo           | 16      | 34        | –                                  | 8                                  | –                                  | 174                                | 182                                | Zamówione w 2015, w trakcie dostarczania |
| Airbus A330-200          | 6       | –         | –                                  | 30                                 | –                                  | 188                                | 218                                |                                          |
| Airbus A330-200          | 6       | –         | –                                  | 18                                 | –                                  | 244                                | 262                                |                                          |
| Airbus A330-300          | 18      | –         | –                                  | 24                                 | –                                  | 248                                | 272                                |                                          |
| Airbus A330-300          | 18      | –         | –                                  | 24                                 | –                                  | 252                                | 276                                |                                          |
| Airbus A330-300          | 18      | –         | –                                  | 24                                 | –                                  | 260                                | 284                                |                                          |
| Airbus A350-900          | 2       | 4         | –                                  | 28                                 | 36                                 | 247                                | 311                                | Zamówione w marcu 2024                   |
| Airbus A350-1000         | –       | 27        | Konfiguracja planowana w 3 klasach | Konfiguracja planowana w 3 klasach | Konfiguracja planowana w 3 klasach | Konfiguracja planowana w 3 klasach | Konfiguracja planowana w 3 klasach | Zamówione w marcu 2024                   |
| Airbus A380-800          | 6       | –         | 12                                 | 94                                 | –                                  | 301                                | 407                                | Planowane wycofanie do końca 2026        |
| Boeing 737-700           | 1       | –         | konfiguracja VIP                   | konfiguracja VIP                   | konfiguracja VIP                   | konfiguracja VIP                   | konfiguracja VIP                   |                                          |
| Boeing 737-800           | 2       | –         | –                                  | 12                                 | –                                  | 126                                | 138                                |                                          |
| Boeing 737-900           | 9       | –         | –                                  | 8                                  | –                                  | 180                                | 188                                |                                          |
| Boeing 737-900ER         | 6       | –         | –                                  | 8                                  | –                                  | 165                                | 173                                |                                          |
| Boeing 737 MAX 8         | 5       | 24        | –                                  | 8                                  | –                                  | 138                                | 146                                | W trakcie dostarczania od 2022           |
| Boeing 737 MAX 8         | 1       | –         | konfiguracja VIP                   | konfiguracja VIP                   | konfiguracja VIP                   | konfiguracja VIP                   | konfiguracja VIP                   |                                          |
| Boeing 747-8             | 5       | –         | 6                                  | 48                                 | –                                  | 314                                | 368                                |                                          |
| Boeing 777-300           | 4       | –         | –                                  | 41                                 | –                                  | 297                                | 338                                |                                          |
| Boeing 777-300ER         | 27      | –         | 8                                  | 42                                 | –                                  | 227                                | 277                                |                                          |
| Boeing 777-300ER         | 27      | –         | 6                                  | 53                                 | 34                                 | 201                                | 294                                |                                          |
| Boeing 777-300ER         | 27      | –         | –                                  | 40                                 | 32                                 | 296                                | 368                                |                                          |
| Boeing 777-9             | –       | 20        |                                    |                                    |                                    |                                    |                                    | Planowane dostarczenie od 2028           |
| Boeing 787-8 Dreamliner  | 1       | –         | konfiguracja VIP                   | konfiguracja VIP                   | konfiguracja VIP                   | konfiguracja VIP                   | konfiguracja VIP                   |                                          |
| Boeing 787-9 Dreamliner  | 17      | 3         | –                                  | 24                                 | –                                  | 245                                | 269                                |                                          |
| Boeing 787-9 Dreamliner  | 17      | 3         | –                                  | 24                                 | –                                  | 254                                | 278                                |                                          |
| Boeing 787-10 Dreamliner | 9       | 31        | –                                  | 36                                 | –                                  | 289                                | 325                                | W trakcie dostarczania od 2024           |
| Korean Air Cargo         |         |           |                                    |                                    |                                    |                                    |                                    |                                          |
| Boeing 747-400ERF        | 4       | –         | konfiguracja cargo                 | konfiguracja cargo                 | konfiguracja cargo                 | konfiguracja cargo                 | konfiguracja cargo                 |                                          |
| Boeing 747-8F            | 7       | –         | konfiguracja cargo                 | konfiguracja cargo                 | konfiguracja cargo                 | konfiguracja cargo                 | konfiguracja cargo                 |                                          |
| Boeing 777F              | 12      | –         | konfiguracja cargo                 | konfiguracja cargo                 | konfiguracja cargo                 | konfiguracja cargo                 | konfiguracja cargo                 |                                          |
| Łącznie                  | 168     | 143       |                                    |                                    |                                    |                                    |                                    |                                          |

## Porty docelowe
Według stanu na marzec 2025 Korean Air realizował regularne połączenia na 10 kierunkach krajowych i 90 międzynarodowych w 35 krajach Azji, Europy, Ameryki Północnej i Oceanii. Siatka lotów z hubu w Seulu-Inczon obejmowała w tym czasie 91 tras.